# Домінік Гашек
Доміні́к Га́шек (чеськ. Dominik Hašek, нар. 29 січня 1965, Пардубиці) — чеський хокейний воротар, відомий виступами за низку клубів НХЛ та національні збірні Чехії та Чехословаччини. Декілька разів завершував ігрову кар'єру, однак в сезоні 2009—10 повернувся на лід аби допомогти команді Чеської Екстраліги ХК «Пардубиці», у якій свого часу починав грати у хокей. У сезоні 2010/2011 виступав за московський «Спартак» у Континентальній хокейній лізі.
Олімпійський чемпіон 1998 року, дворазовий володар Кубка Стенлі 2002 та 2008 років (у складі «Детройт Ред-Вінгс»).
Його вважають одним з найкращих воротарів в історії НХЛ, про що свідчать здобуті ним протягом 1995—2001 років 6 трофеїв Везини, які присуджують найкращому воротареві сезону. Поступається за кількістю виграних трофеїв Везини лише зірці 1950-60-х Жакові Планту. 1998 року легендарний Вейн Ґрецкі назвав Гашека «найкращим на сьогодні гравцем у хокеї».
Єдиний голкіпер в історії НХЛ, що двічі визнавався найціннішим гравцем ліги за результатами регулярного сезону (Приз Гарта). Рекордсмен Національної хокейної ліги за відсотком відбитих кидків у кар'єрі (92,23 %)
, а також за відсотком відбитих кидків протягом одного сезону (1998–1999) (93,66 %)
.

## Початок кар'єри
Розпочав займатися хокеєм у 6-річному віці, а вже в 15 років став наймолодшим в історії гравцем Чехословацької Екстраліги. Виступав за команду «Пардубиці» з рідного міста, у складі якої двічі ставав чемпіоном країни, у 1987 та 1989 роках. Після завоювання останнього з цих титулів перейшов на один сезон до команди «Дукла» (Їглава).
Протягом другої половини 1980-х був найкращим воротарем Чехословацької Екстраліги, незмінно отримуючи відповідне почесне звання у 1986—1990 роках, причому тричі у цей же період вигравав титул найкращого чехословацького хокеїста (приз «Золота ключка»). Двічі (1994 і 1998) удостоєний звання «Спортсмен року в Чехії».

## Кар'єра в НХЛ
З падінням залізної завіси чехословацькі хокеїсти отримали можливість виступати у західноєвропейських та північноамериканських хокейних клубах. Щодо Гашека, то він ще 1983 року, виступаючи за «Пардубиці», потрапив на драфт НХЛ, де був у десятому раунді обраний клубом «Чикаго Блекгокс» (під загальним 199-м номером драфту). Тож саме чиказький клуб мав право на укладання контракту з гравцем. 1990 року Гашек переїхав до США, де за згодою «Чикаго Блекгокс» протягом неповних двох сезонів грав за команду Міжнародної хокейної ліги «Індіанаполіс Айс».
У Національній хокейній лізі дебютував у березні 1991 року. Загалом протягом двох років, проведених у «Чикаго Блекгокс» лише епізодично з'являвся на льоду у складі команди.

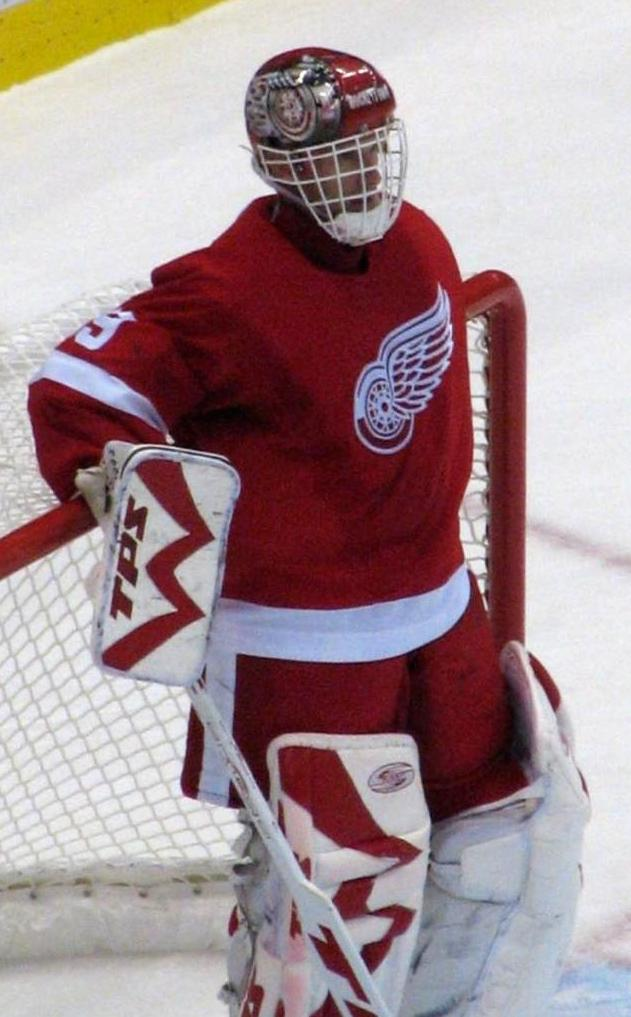
Гашек на воротах «Детройт Ред-Вінгс»

1992 року у результаті складного обміну перейшов до «Баффало Сейбрс», де певний час залишався запасним воротарем команди. Згодом через травму основного голкіпера клубу отримав шанс закріпитися у стартовому складі, який використав більш ніж відмінно — в сезоні 1993-94 не лише закріпив за собою місце основного воротаря «Баффало», але й був визнаний Генеральними менеджерами команд НХЛ найкращим воротарем ліги по результатах регулярного чемпіонату, отримавши свій перший Трофей Везини. Протягом наступних семи сезонів лише двічі цей трофей діставався іншим гравцям (Джиму Кері у 1996 та Олафу Колцігу у 2000). Незважаючи на феноменальну гру у воротах «Баффало Сейбрс» протягом 9 сезонів, найвищим командним досягненням Гашека у складі цього клубу став фінал Кубку Стенлі у 1999 році, в якому його команда програла фінальну серію «Даллас Старс» з рахунком 2:4.
Омріяний трофей підкорився Гашеку вже по результатах першого ж сезону після переходу до нового клубу. На початку сезону 2001-02 Гашека обміняли до «Детройт Ред-Вінгс» і він допоміг новій новій команді провести відмінний регулярний сезон та бездоганно пройти дистанцію плей-оф. У фінальній серії «червоні крила» здолали команду «Кароліна Гаррікейнс» і Гашек здобув перший у своїй кар'єрі титул чемпіона НХЛ. Після цього успіху гравець офіційно оголосив про завершення кар'єри.
Однак після річної перерви 38-річний Гашек висловив бажання повернутися до великого хокею та уклав новий контракт з «Детройт Ред-Вінгс». Значну частину першого сезону після повернення (2003-04) пропустив через травму, сезон 2004-05 не відбувся через локаут, а перед початком сезону 2005-06 Гашек уклав річний контракт з клубом «Оттава Сенаторс». В Оттаві демонстрував високі стандарти гри, однак отримав травму під час виступів на Олімпійських іграх 2006 у Турині та пропустив другу частину сезону НХЛ. Керівництво команди вирішило не подовжувати контракт з гравцем і він утретє у кар'єрі приєднався до «Детройт Ред-Вінгс». Цього разу провів у команді два роки. Знову оголосив про завершення ігрової кар'єри у червні 2008 року, і цього разу також після здобуття його командою Кубка Стенлі.

## Виступи за збірні

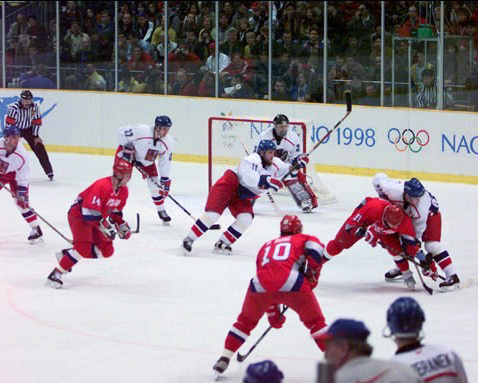
Гашек на воротах збірної Чехії у фінальній грі проти збірної Росії на Зимових Олімпійських іграх 1998 року

Захищав ворота збірної Чехословаччини на міжнародних турнірах, починаючи з 1983 року, у якому чехословацька команда здобула срібні нагороди чемпіонату світу. 1988 року дебютував на хокейних турнірах в рамках Олімпійських ігор.
Після розпаду Чехословаччини — гравець збірної Чехії. Найвищим досягненням у складі збірної стала перемога на Зимових Олімпійських іграх 1998 року в Нагано. Протягом турніру Гашек пропустив у свої ворота лише 6 шайб, причому лише 2 з них на стадії плей-оф. Став справжнім національним героєм Чехії після фінальної гри турніру проти збірної Росії, у якій залишив свої ворота недоторканими, відбивши 20 кидків та забезпечивши таким чином мінімальну перемогу чехів з рахунком 1:0.
За чотири роки на хокейному турнірі на Зимових Олімпійських іграх у Солт-Лейк-Сіті чеська збірна припинила виступи на етапі чвертьфіналів, цього разу програвши росіянам з тим самим мінімальним рахунком 1:0. На Зимових Олімпійських іграх у Турині, на яких хокеїсти Чехії здобули бронзові нагороди, Гашек відіграв лише 10 хвилин, отримавши у першій же грі важку травму.

## Нагороди

### НХЛ
| Нагорода                                                                                       | Роки присудження                   |
| ---------------------------------------------------------------------------------------------- | ---------------------------------- |
| Приз Харта (найцінніший гравець регулярного сезону)                                            | 1997, 1998                         |
| Нагорода Лестера Б. Пірсона (найвидатніший гравець регулярного сезону)                         | 1997, 1998                         |
| Трофей Везини (найкращий воротар регулярного сезону)                                           | 1994, 1995, 1997, 1998, 1999, 2001 |
| Приз Вільяма М. Дженнінгса (воротар команди, що пропустила найменше шайб у регулярному сезоні) | 1994, 2001, 2008                   |

### Чеські/чехословацькі нагороди
| Нагорода                                    | Роки присудження             |
| ------------------------------------------- | ---------------------------- |
| Найкращий чеський хокеїст 20 століття       | 1998                         |
| Найкращий спортсмен Чехії                   | 1994, 1998                   |
| «Золота ключка»                             | 1987, 1989, 1990, 1997, 1998 |
| Найкращий воротар Чехословацької Екстраліги | 1986, 1987, 1988, 1989, 1990 |

### Міжнародні
| Нагорода                                | Роки присудження |
| --------------------------------------- | ---------------- |
| Найкращий воротар олімпійського турніру | 1998             |
| Найкращий воротар чемпіонату світу      | 1985, 1987       |
| Член Зали слави ІІХФ                    | 2015             |